# Turó de la Morisca
|  | No s'ha de confondre amb Puig de la Morisca. |

El Turó de la Morisca és una muntanya de 134 metres que es troba al municipi de Lloret de Mar, a la comarca de la Selva.